# Trofeo Manta Open
Il Trofeo Manta Open è stato un torneo professionistico di tennis giocato sul cemento, che faceva parte dell'ATP Challenger Tour. Si giocava annualmente all'Umiña Tenis Club di Manta in Ecuador dal 2004 al 2014.

## Albo d'oro

### Singolare
| Anno | Campione              | Finalista           | Punteggio        |
| ---- | --------------------- | ------------------- | ---------------- |
| 2014 | Adrian Mannarino      | Guido Andreozzi     | 4–6, 6–3, 6–2    |
| 2013 | Michael Russell       | Greg Jones          | 4–6, 6–0, 7–5    |
| 2012 | Guido Pella           | Maximiliano Estévez | 6–4, 7–5         |
| 2011 | Brian Dabul           | Facundo Argüello    | 6–1, 6–3         |
| 2010 | Gō Soeda              | Ryler DeHeart       | 7–6(5), 6–2      |
| 2009 | Horacio Zeballos      | Vincent Millot      | 3–6, 7–5, 6–3    |
| 2008 | Giovanni Lapentti (2) | Ricardo Mello       | 6–2, 6–4         |
| 2007 | Gō Soeda              | Eduardo Schwank     | 6–4, 6–2         |
| 2006 | Thiago Alves (2)      | Brian Dabul         | 6–2, 6–2         |
| 2005 | Thiago Alves (1)      | Lesley Joseph       | 6–4, 6–1         |
| 2004 | Giovanni Lapentti (1) | Carlos Berlocq      | 6(2)–7, 6–3, 6–4 |

### Doppio
| Anno | Campioni                            | Finalisti                               | Punteggio           |
| ---- | ----------------------------------- | --------------------------------------- | ------------------- |
| 2014 | Chase Buchanan Peter Polansky       | Luis David Martínez Eduardo Struvay     | 6–4, 6–4            |
| 2013 | Marcelo Arévalo Sergio Galdós       | Alejandro González Carlos Salamanca     | 6–3, 6–4            |
| 2012 | Duilio Beretta Renzo Olivo          | Víctor Estrella Burgos João Souza       | 6–3, 6–0            |
| 2011 | Brian Dabul (2) Izak van der Merwe  | John Paul Fruttero Raven Klaasen        | 6–1, 6(2)–7, [11–9] |
| 2010 | Ryler DeHeart Pierre-Ludovic Duclos | Martin Emmrich Andreas Siljeström       | 6–4, 7–5            |
| 2009 | Ricardo Hocevar André Miele         | Santiago González Horacio Zeballos      | 6–1, 2–6, [10–7]    |
| 2008 | Alejandro González Eduardo Struvay  | Víctor Estrella Burgos Alejandro Fabbri | 7–5, 3–6, [10–7]    |
| 2007 | Eduardo Schwank Horacio Zeballos    | John-Paul Fruttero Eric Nunez           | 6–4, 6–2            |
| 2006 | Eric Nunez Jean-Julien Rojer        | Nicholas Monroe Horia Tecău             | 6–3, 6–2            |
| 2005 | Brian Dabul (1) Marcel Felder       | Franco Ferreiro Marcelo Melo            | 6–3, 4–6, 6–4       |
| 2004 | Marcos Daniel Santiago González     | Eric Nunez Jimy Szymanski               | 3–6, 6–2, 7–6(5)    |